# 宏洋 (設備会社)
宏洋株式会社（こうよう かぶしきがいしゃ） とは、大阪市西区にある産業機器・住宅機器の設計製作販売会社、バルブ・管工機材販売商社。

## 概要
1961年（昭和36年）に創立・操業した。当初は、配管産業資材の商社として営業したが、作業場・工場を東大阪市や三重県島ヶ原に拡充移転し、加工・製造メーカーとして事業拡大する。関西圏を中心に販路を拡大していたが、2000年4月には群馬県太田市に関東工場を設置し、東日本地域にも販路拡大をしていった。

## 沿革
- 1961年9月、宏洋商事株式会社を配管資材取扱専門商社として大阪府大阪市北区茶屋町に設立。
- 1966年11月、本社を大阪市西区に移転。
- 1969年12月、東大阪市に住宅資材組立工場新設。
- 1974年11月、東大阪工場を三重県伊賀市島ヶ原に拡充移転。
- 1982年10月、宏洋配管機器株式会社を設立、三重工場設立。
- 1983年8月、宏洋商事株式会社を、宏洋株式会社に社名変更。
- 1985年12月、本社を現社屋（西区靱本町）に移転。
- 1997年4月、社長交代、安井克典 就任。
- 2000年4月、群馬県太田市に関東工場を開設し、配管事業開始。
- 2004年12月、ISO14001認証取得（本社、大阪倉庫）。
- 2013年12月、大阪倉庫を大阪市西区西本町に移転。

## 主な商品
住宅機器／水廻り関連
給水・給湯　配管製作
鋳造・鍛造継手
ステンレス製ニップル＆ソケット
保温材
パイプ類
排水トラップ
バルブ
超低温弁
エスロンバルブ
各種ボールバルブ
コントロール弁・電動弁
安全弁
減圧弁
物流機器
各種コンベアー
工場省力機器
パレタイザー
ラック
産業用ロボット
無人搬送車
立体搬送システム
産業機器
ポンプ類
圧力計
送風機
流量計
熱交換器
液面計
集塵／換気装置
省エネ機器
チェンブロック
環境改善機器
配管資材
伸縮継手
スプレーノズル
ガスケット
ホース
フランジ
各種継手類

## 所属業界団体
- 一般社団法人 全国管工機材商業連合会[4]
- 大阪管工機材商業協同組合[5]